# Liste der Kreisstraßen im Landkreis Oberspreewald-Lausitz
Die Liste der Kreisstraßen im Landkreis Oberspreewald-Lausitz ist eine Auflistung der Kreisstraßen im brandenburgischen Landkreis Oberspreewald-Lausitz.

## Abkürzungen
- K: Kreisstraße
- L: Landesstraße

## Liste
Die Kreisstraßen behalten die ihnen zugewiesene Nummer nicht bei einem Wechsel in einen anderen Landkreis oder in eine kreisfreie Stadt. Nicht vorhandene bzw. nicht nachgewiesene Kreisstraßen werden in Kursivdruck gekennzeichnet, ebenso Straßen und Straßenabschnitte, die unabhängig vom Grund (Herabstufung zu einer Gemeindestraße oder Höherstufung) keine Kreisstraßen mehr sind. 
Der Straßenverlauf wird in der Regel von Nord nach Süd und von West nach Ost angegeben.
| Nr.    | Verlauf |
| ------ | --- |
| K 6601 | in Großkoschen – Landesgrenze – (K 9211 im Landkreis Bautzen, Sachsen)                                                            |
| K 6602 | – K 6604 – Brieske – Niemtsch – Peickwitz – L 581                                                                                 |
| K 6603 | L 55 in Ruhland – Hermsdorf bei Ruhland – K 6604 – Lipsa – Landesgrenze – (K 9273 im Landkreis Bautzen, Sachsen)                  |
| K 6604 | K 6602 – Biehlen – Schwarzbach – L 581 – Guteborn – L 57 – Hermsdorf bei Ruhland – K 6603 – L 55 in Jannowitz                     |
| K 6605 | L 55 in Ortrand – Landesgrenze – (K 8517 im Landkreis Meißen, Sachsen)                                                            |
| K 6606 | (K 6201 im Landkreis Elbe-Elster) – Kreisgrenze – Tettau – K 6607 – Frauendorf bei Ortrand – L 55 in Ortrand                      |
| K 6607 | in Lauchhammer-West – Tettau – K 6606 – Lindenau – L 55                                                                           |
| K 6608 | K 6609 in Kleinleipisch – Lauchhammer-Mitte – Lauchhammer-Ost – in Lauchhammer-Süd                                                |
| K 6609 | L 63 in Grünewalde – K 6608 in Kleinleipisch                                                                                      |
| K 6610 | in Freienhufen – Barzig – Saalhausen – Annahütte – K 6611 – Herrnmühle – Klettwitz – L 551 – L 55 in Schipkau                     |
| K 6611 | (K 6258 im Landkreis Elbe-Elster) – Kreisgrenze – Annahütte – K 6610 – Barranmühle – L 55 in Meuro                                |
| K 6612 | L 55 in Meuro – in Senftenberg |
| K 6614 | in Lieske – Kreisgrenze – (K 7121 im Landkreis Spree-Neiße)                                                                       |
| K 6615 | – Bahnsdorf – |
| K 6617 | L 531 in Leeskow – Lubochow – Ressen –                                                                                            |
| K 6618 | L 55 in Settinchen – Gollmitz – L 553 – Rutzkau – L 61 – Saadow – L 55                                                            |
| K 6619 | L 55 – Gosda – Zwietow – Weißag – Luckaitz – K 6620 – Schöllnitz – K 6633 – L 532 in Rettchensdorf                                |
| K 6620 | L 55 in Bronkow – K 6619 in Luckaitz                                                                                              |
| K 6621 | K 6619 in Weißag – Buchwäldchen – L 53                                                                                            |
| K 6622 | L 53 in Muckwar – Ranzow |
| K 6623 | L 525 in Vetschau/Spreewald – Lobendorf – Tornitz – L 524 – Wüstenhain – L 524 in Laasow                                          |
| K 6624 | L 55 – Cabel – Werchow – Plieskendorf – L 52 – Bolschwitz – Gahlen – L 525 in Missen                                              |
| K 6625 | (K 6165 im Landkreis Dahme-Spreewald) – Kreisgrenze – Groß Mehßow – Radensdorf – K 6634 – Craupe – L 553 – Kemmen – L 55 in Calau |
| K 6626 | L 56 in Groß Jehser – L 52 |
| K 6627 | L 49 in Raddusch – Stradow – Vetschau/Spreewald – L 54 – Kreisgrenze – (K 7133 im Landkreis Spree-Neiße)                          |
| K 6628 | Belten West – Belten – K 6629 – L 49 in Vetschau/Spreewald                                                                        |
| K 6629 | L 49 in Göritz – K 6628 in Belten                                                                                                 |
| K 6630 | /K 6636 in Kittlitz – Schönfeld Nord – ... – Bathow – L 52                                                                        |
| K 6631 | L 49 in Ragow – Klein Radden – Groß Radden – L 526 in Hindenberg                                                                  |
| K 6632 | Leipe – Dubkow-Mühle – Kreisgrenze                                                                                                |
| K 6633 | K 6619 in Schöllnitz – L 53 |
| K 6634 | (K 6229 im Landkreis Elbe-Elster) – Kreisgrenze – K 6625 in Radensdorf                                                            |
| K 6635 | L 59 in Kleinkmehlen – L 55 in Ortrand                                                                                            |
| K 6636 | L 49 in Lübbenau/Spreewald – Eisdorf – K 6630 in Kittlitz                                                                         |